# Norashenik
Norashenik (en arménien Նորաշենիկ) est une communauté rurale du marz de Syunik en Arménie. En 2008, elle compte 115 habitants.